# Trolejbusy w Västerås
Trolejbusy w Västerås − zlikwidowany system komunikacji trolejbusowej w szwedzkim mieście Västerås.

## Historia
Linię trolejbusową w Västerås uruchomiono 11 listopada 1938. Linia ta miała długość około 1 km i była uruchomiona testowo przez prywatnego właściciela. Zlikwidowano ją około 1948.